# Conflits sur le drapeau de la mairie de Belfast
Notes
163 policiers sont blessés,,et 560 personnes sont inculpées

Le 3 décembre 2012, la ville de Belfast a décidé de limiter les jours durant lesquels l'Union Jack, le drapeau du Royaume-Uni, flotterait sur l'hôtel de ville. Depuis 1906, le drapeau flottait chaque jour de l'année. Désormais, ce nombre de jours, en est limité à 18 jours par an, en accord avec les directives britanniques concernant les bâtiments publics. La limitation du nombre de jours était soutenue par le conseil du Nationalisme irlandais et le Parti de l'Alliance d'Irlande du Nord, tandis que les conseillers unionistes s'y montraient opposés.
En signe de protestation, les loyalistes d'Irlande du Nord ont mené des actions dans toute la province, considérant que la décision du conseil représentait un nouvel épisode d'une mise en cause de la culture britannique,. Le soir du vote, les protestataires ont essayé de prendre d'assaut la mairie. Durant les mois de décembre et de janvier, des actions protestataires quasi-journalières ont eu lieu. Elles consistaient notamment à bloquer des routes par des marches dont les participants arboraient des drapeaux britannique et des bannières loyalistes. Quelques-unes de ces manifestations ont conduit à des conflits entre les loyalistes et la police, déclenchant des émeutes. Les émeutiers ont attaqué la police avec des cocktails Molotov, des briques, des pierres et des feux d'artifice, tandis que la police réagissait avec des balles en caoutchouc et des canons à eau. Les bureaux du parti de l'Alliance et les maisons des membres du parti de l'Alliance ont été attaqués, tandis que des menaces visant personnellement les conseillers municipaux de Belfast leur parvenaient. Selon la police, une partie de la violence était organisée par les membres de haut rang de l'Ulster Volunteer Force (UVF) et de l'Ulster Defence Association (UDA). Les loyalistes ont aussi hissé des milliers des drapeaux de l'Union Jack dans des endroits publics, ce qui a aggravé encore plus la tension. 
Les actions de protestation liées au statut du drapeau sur les bâtiments publics ont cessé après février 2013.

## Contexte
Depuis la formation de l'Irlande du Nord en 1921, il a eu des tensions et de la violence entre deux communautés de l'ancienne province de l'Ulster. La communauté unioniste et loyaliste (dont la plupart sont protestants) veulent que l'Irlande du Nord reste unie au Royaume-Uni, tandis que la communauté des nationalistes et républicains irlandais (dont la plupart sont catholiques) veulent quitter le Royaume-Uni et faire partie d'une Irlande unie.  Les premiers s'identifient, en général, avec l'Union Jack, tandis que les seconds s'identifient avec le drapeau tricolore de l'Irlande.
En Irlande du Nord, les drapeaux sont souvent utilisés comme symboles d'allégeance politique, identité culturelle, et pour marquer le territoire. Le déploiement des drapeaux est un problème en Irlande du Nord, et le déploiement de drapeaux d'une communauté dans un quartier occupé principalement par les membres d'une autre communauté peut engendrer des conflits. Les marches nationalistes ou loyalistes arborent régulièrement des drapeaux nationaux de république d'Irlande ou au contraire du Royaume-Uni. 
Le conseil municipal de Belfast a longtemps été majoritairement unioniste, avec des élus appartenant à l’Ulster Unionist Party (UUP) et au Democratic Unionist Party (DUP). Cependant, en mai 2011, les nationalistes irlandais (Sinn Féinand et le Parti social-démocrate et travailliste) ont obtenu la majorité, pour la première fois. Les unionistes ont dû s'entendre avec le Parti de l'Alliance pour conserver leur majorité. 
Les conseillers nationalistes voulaient que l'Union Jack soit descendu de manière permanente, et les conseillers unionistes voulaient le laisser ondoyer pendant toute l'année. L'Alliance proposa un compromis : il devrait être déplié 18 jours décidés à l'avance, en accord avec la politique générale du gouvernement britannique sur les bâtiments gouvernementaux, lequel est suivi par beaucoup de villes et gouvernements locales en Grande-Bretagne,,. Dans les bâtiments du parlement (ou Stormont), où l'Assemblée de l'Irlande du Nord se réunit, l'Union Jack se déploie que les 15 jours désignés. Les conseillers nationalistes et de l'Alliance ont voté en faveur pour ce compromis et il est passé.
Les semaines précédentes au vote, le DUP avait imprimé et distribué environ 40,000 prospectus à l'est de Belfast avec l'aide de l'UUP. Les prospectus attaquaient l'Alliance et appelaient aux personnes à protester contre leur proposition. L'Alliance accusa les unionistes d'essayer d’augmenter les tensions. En mai 2010, aux élections générales du Royaume-Uni, Naomi Long de l'Alliance a vaincu Peter Robinson du DUP pour le siège de l'est de Belfast. C'était la première fois qu'un parti non-unioniste avait gagné le siège.  Cependant, c'est pour cela que beaucoup des unionistes avaient voté pour l'Alliance comme protestation aux mauvaises distributions de Robinson. Certains commentateurs croyaient que le DUP avait attendu l'opportunité pour fragiliser le parti de l'Alliance et, ensuite, gagner leurs votants plus anciens de l'est de Belfast.
Pendant l'été de 2012, en particulier en septembre, les tensions rehaussées ont mené aux émeutes entre les deux communautés,.

## Protestations

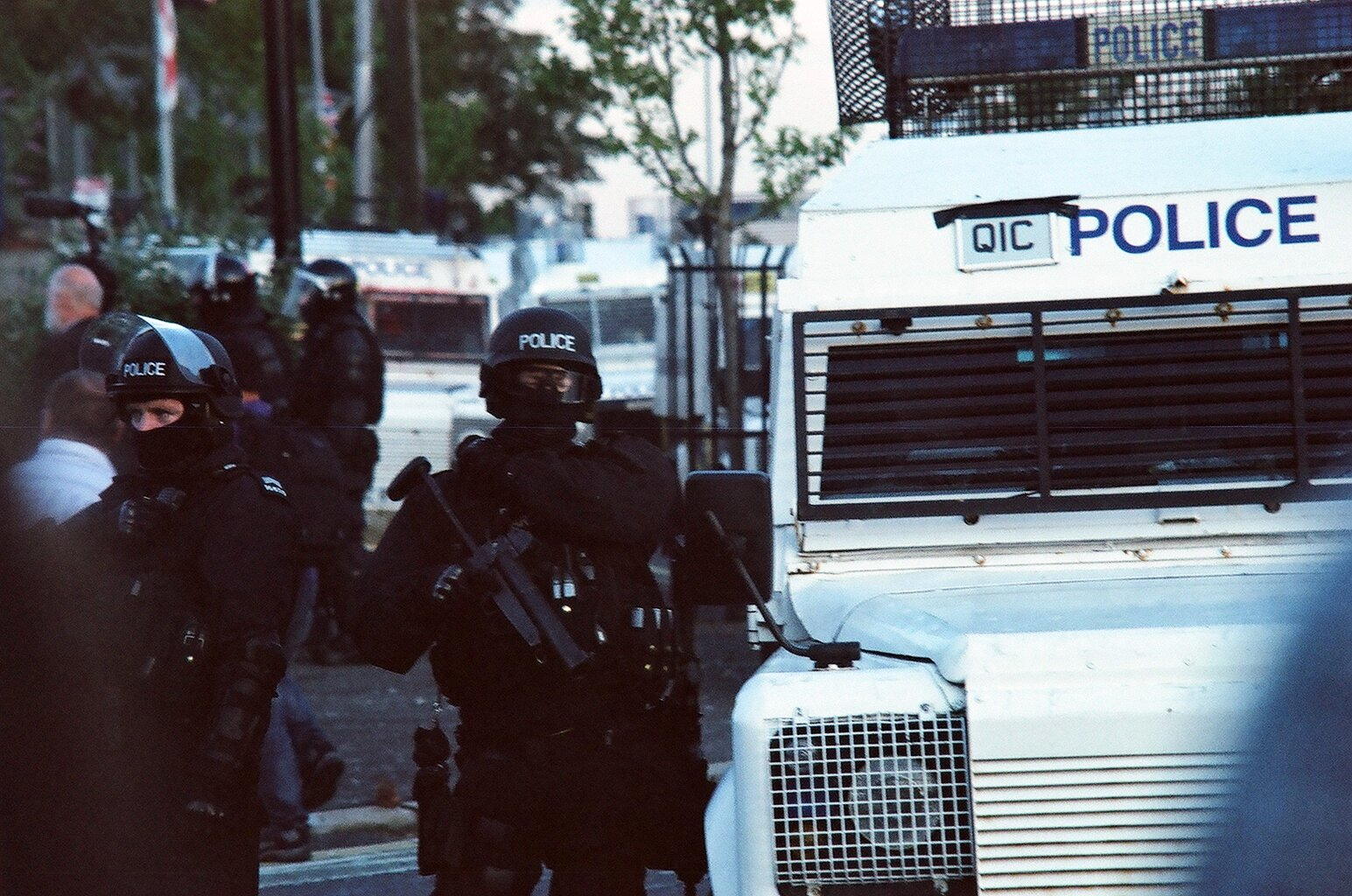
Police anti-émeute du Service de Police de l’Irlande du Nord à Belfast

Les protestataires loyalistes et unionistes trouvent le changement comme une « attaque dans leur identité culturelle ». Entre décembre 2012 et le début 2013, ils se ont manifesté au quotidien dans toute l’Irlande du Nord. Les protestataires les plus involucrés ont bloqué les routes pendant qu’ils portaient des drapeaux de l’Union Jack et des bannières.  Certaines de ces protestations ont déclenché des conflits entre loyalistes et le Service de police d'Irlande du Nord (PSNI), en déclenchant des émeutes. Les attaques ont été faites dans les bureaux de l’Alliance Party et les maisons des membres de l’Alliance Party, pendant que des menaces de mort ont été envoyées aux conseillers  de la ville de Belfast. Contrairement aux partis nationalistes irlandais, l’Alliance a ses bureaux dans les zones loyalistes. Selon la police, certaines de ces violences ont été dirigées par des membres de haut rang de l’Ulster Volunteer Force (UVF) et l’Ulster Defence Association (UDA). Ceux-ci sont les deux groupes principaux des loyalistes paramilitaires, qui ont mené des campagnes armées pendant les Troubles mais ont déclaré le cessez-le-feu en 1994. Le Belfast Telegraph a revendiqué que certains de ces violences ont été alimentées par la jeunesse intéressée à « s’amuser dans les émeutes ». Aussi, il avait une hausse des attaques sectaires dans les églises catholiques par les militants loyalistes, dont certains étaient associés aux protestations du drapeau,,.
Le coût du maintien de l’ordre durant les protestations est estimé à 20 millions de livres (jusqu’au 7 mars 2013).

### Décembre 2012
Dans la soirée du 3 décembre, des centaines de protestataires se sont rassemblés dehors de la mairie pendant que le débat et le vote se tenaient.  Plusieurs minutes après le vote, des protestataires se sont introduits dans la partie derrière de la cour et ils ont essayé de forcer l’ouverture des portes du bâtiment. Deux membres de la sécurité et un photographe de presse ont été blessés, et les fenêtres des voitures dans la cour ont été cassées. Ensuite, les protestataires se sont heurtés avec la police en blessant quinze officiers. Le surintendant en chef a dit : « Clairement c’était orchestré, quelques personnes ont pris des coupes boulons, d’autres ont mis des masques une fois que le vote s’est réalisé »,.
Le 4 décembre, le conseiller de l’Alliance Party, Laura McNamee, a été forcé de déménager de chez elle à Belfast de l’est après d’avoir reçu des menaces. Le 5 décembre, plus de 1500 protestataires se sont réunis à Carrickfergus.  La proteste est devenue violente et la police a réagi en tirant des balles en plastique. Les émeutiers ont saccagé un bureau de l’Alliance Party et ont essayé de le prendre feu.  La maison des conseilleurs de l’Alliance à Bangor, Michael et Christine Bower, a été attaquée.
Le 7 décembre, il a eu des conflits entre les protestataires et la police à Belfast à Newtownabbey, la police a réagi par des canons à eau. Des menaces de mort ont été envoyées à Naomi Long, députée de l’Alliance pour l’est de Belfast à la House of Commons.  Elle l’a décrit comme « une attaque gratuite dans le procès démocratique». Des menaces ont été envoyées chez elle, à David Ford, à la conseillère locale Gerardine Mulvenna, à Gerry Kelly et à Alew Maskey. La maison et la voiture du conseiller de l’Alliance à Newtownards ont été attaquées, avec la plupart des fenêtres cassées. Le politicien de l’Ulster Unionist Party (UUP) Basil McCrea qui parlait à la radio ce matin-là, était contre cette politique du parti et il dit qu’il était d’accord avec la votation du drapeau.  D’autres membres du parti ont demandé au parti de prendre des mesures contre lui.
Le 8 décembre plus de 2000 protestataires se sont réunis à la mairie de Belfast.  La foule était dirigée par l’ancien fondateur du British National Party (BNP), Jim Dowson. Étaient présents aussi le leader du Progressive Unionist Party (PUP), Billy Hutchinson et le commandant de l’Ulster Defence Association (UDA), Jackie McDonald.  Quelques protestataires ont brulé le drapeau tricolore irlandais.  Il a eu des conflits mineurs avec la police après le rassemblement.
Le 10 décembre, un groupe d’hommes ont attaqué une voiture de la police qui surveillait le bureau de Naomi Long à l’est de Belfast. Ils ont brisé la fenêtre et ils ont lancé un cocktail Molotov tandis qu’un policier était encore à l’intérieur, mais elle était sortie indemne. Il avait des émeutes à l’est et au sud de Belfast.  A Armagh, les protestataires ont attaqué un pub dont le propriétaire est le mari d’un conseiller du Sinn Féin. Ils ont brisé les fenêtres et ils ont lancé des fusées à l’intérieur. Ensuite, trois hommes ont été blessés dans un délit de fuite dans une protestation proche.
Le 15 décembre il avait deux grandes manifestations à la mairie. Pour répondre à la violence, plusieurs centaines de personnes ont mené une « veille de paix »  dans laquelle ils se sont liés les bras et ils ont encerclé le bâtiment. Ensuite, plus de 1.000 loyalistes avec les Union Jack ont bloqué les rues qui sont en face du bâtiment. Le 17 décembre, environ 80 protestations ont été menées en Irlande du Nord.  Dans le sud de Belfast, la police a été attaquée, les loyalistes ont bloqué une rue proche du City Hospital avec une barricade en flammes et ils ont essayé de détourner des véhicules.  Dans une protestation à Portadown, un homme a été blessé dans un accident de route. À l’hôtel de ville de Carrickfergus, les protestataires ont interrompu une réunion du conseil et ils ont menacé les conseillers.  Le conseiller de l’Alliance, Noel William, l’a nommé « une attaque totale et frontale à la démocratie ».

### Janvier 2013
Tous les soirs du 3 au 8 janvier, les protestations ont donné lieu à des conflits entre les loyalistes et la police à l’est de Belfast.  Les émeutiers ont lancé des cocktails Molotov, des fusées, des briques, des pierres et des bouteilles. La police a répondu avec des balles de plastique et des canons à eau.  Selon le Belfast Telegraph, une grande partie de la violence de l’est de Belfast était dirigée par quelques membres de haut rang de l'UVF East Belfast Brigade.  Ils ont prétendument ignoré les ordres du leader d’UVF d’arrêter la violence. Des sources de la sécurité ont dit que le leader de l’East Belfast Brigade aurait pu arrêter les émeutes s’il avait voulu. Dans la première nuit, dix officiers ont été blessés. Le 4 janvier, les protestataires ont fait des tentatives pour détourner des voitures et des autobus. À Newtownabbey, des hommes masqués se sont introduits dans les locaux d’un centre commercial et ils ont volé de l’argent. Le 5 janvier, des coups de feu ont été tirés à la police pendant les conflits de l’est de Belfast. Les loyalistes ont revendiqué que les problèmes ont commencé quand ils ont subi une attaque depuis le Short Strand, une enclave du nationalisme irlandais. La nuit suivante, les loyalistes ont fait des protestations près du Short Strand et ils se sont presque entrechoqués avec la police.
Le 7 janvier, le conseil de la ville de Belfast s’est réuni, pour la première fois, depuis le vote. Le PSNI ont barré les rues autour de la mairie de Belfast pendant que les loyalistes protestaient à l’extérieur.  Quand les protestataires ont passé devant le Short Strand dans leur retour vers l’est de Belfast, les conflits ont éclaté, encore une fois, entre les protestataires et les républicains. Quand la police a essayé de disperser la foule, ils ont été attaqués par des cocktails Molotov, des fusées, des briques et des bouteilles.  Les officiers et leurs véhicules ont été aussi attaqués avec des hachettes et des marteaux-pilons.  Ils ont répondu avec des balles en plastique et des canons à eau,,. Les protestataires ont demandé que la décision soit inversée.  Environ 400 personnes se sont rassemblées près de la mairie pour une manifestation calme pour la première fois depuis la votation, comme résultat d’un appel à travers des médias sociaux. Le 9 janvier, l’Union Jack a été élevé à la mairie, pour la première fois depuis la votation pour la célébration de l’anniversaire de Catherine Middleton. Le 10 janvier a eu lieu la première réunion du «Forum Unioniste ». Il a été installé par le DUP et l’UUP en s’adressant aux protestations du drapeau et d’autres préoccupations au sein de la communauté unioniste. [citation nécessaire]
Le 11 janvier, les protestataires ont bloqué les rues de Belfast, Bangor, Newtownards, Dundonald and Clough. Il y a eu des émeutes à Newtownabbey et Carrickfergus.  Ils ont lancé des cocktails Molotov, des fusées et des pierres à la police, qui a répondu avec des balles en plastique et des canons à eau ; quatre officiers du PSNI ont été blessés comme résultat des émeutes.  Un photographe de presse qui couvrait l’émeute de Newtownabbey s’est fait voler sous la menace d’un couteau, en même temps un bus avait été incendié dans la même zone et une voiture a été détournée au nord de Belfast.  Translink avait suspendu presque tous les services de bus à Belfast. Il y a eu aussi des protestations à Glasgow et Liverpool,.
Le 12 janvier, 1000 loyalistes se sont rassemblés à la mairie en portant des Union Jack et des bannières « No Surrender (aucune cession)». Quand les protestataires se sont retournés vers l’est de Belfast, la police a essayé de les détourner loin du Short Strand.  Cependant, « la plupart » ont pris une route non approuvée et, alors, certains d’entre eux se sont mis des masques et ils ont attaqué la police. Quand ils sont passés devant le Short Strand, il a eu des conflits entre les loyalistes et les nationalistes et ils ont lancé des briques aux maisons. La police en est venu à une attaque « forte et de longue durée » après d’avoir essayé d’orienter les émeutiers, 29 officiers ont été blessés.  Les officiers ont répondu avec des balles en plastique et des canons à eau,. Le conseiller du Sinn Féin au Short Strand, Niall Ó Donnghaile, a dit que c’était la quinzième manifestation loyaliste illégale dans un mois qui passait devant le Short Strand.
Le lendemain environ 1000 personnes ont mené une autre « marche pour la paix » à l’extérieur de la mairie. Les protestataires ont applaudit, sifflé et frappé des tambours pendant cinq minutes comme un spectacle « contre le silence », pour dire que cela représentait la « majorité silencieuse » opposé à la violence.  Plus tard, à peu près 200 loyalistes avaient bloqué la rue Albertbridge et Castlereagh, tandis qu’une ligne de police anti-émeute les séparait d’une foule qui s’était rassemblée au Short Strand. Ils ont lancé quelques missiles mais il n’a pas eu des problèmes de grande importance.
Les émeutes ont commencé le 14 janvier quand des protestataires loyalistes masqués ont attaqué, avec des cocktails Molotov, les maisons catholiques près de l'église St Matthew's, au bord du Short Strand.  Jim Wilson, un travailleur d’une communauté loyaliste, a confirmé que les jeunes de sa communauté avaient commencé la violence. Niall Ó Donnghaile du Sinn Féin l’a nommé « comme une attaque sectaire flagrante, bien réfléchie et bien organisée…  C’est une tentative par les unionistes d’intimider une petite communauté catholique ». Le hall de l’église de St Matthew a accueilli un événement social pour des enfants présentant des besoins spéciaux, mais il a dû être évacué.  Wilson a dit qu’une foule de nationalistes arrivait après que des premiers missiles ont été tirés et ils ont attaqué des maisons des protestants comme représailles.  Quand la police est arrivée, les loyalistes ont lancé des douzaines de cocktails Molotov aux jeeps de la police, dont trois ont pris feu.  Également, un conducteur de bus a été blessé quand son véhicule a été lapidé,.
Le 17 janvier, des brochures ont été distribuées dans les maisons de l’est de Belfast, là où la plupart des émeutes avaient eu lieu, pour un appel de cesser la violence.  Le mouvement a été soutenu par des groupes d’église, des groupes de communauté, des groupes paramilitaires loyalistes en incluant l’UVF, l’UDA, et le Red Hand Commando (RHC).
Le 18 janvier, les protestataires ont bombardé la police lors d’une protestation à Ballyclare, qui a donné lieu à deux arrestations.
Le 19 janvier, plusieurs centaines de loyalistes ont assisté à la protestation hebdomadaire du samedi à la mairie de Belfast.  Il n’a pas eu de problèmes quand ils sont passés devant l’endroit nationaliste Short Strand, mais plus tard, trois personnes ont été arrêtées et deux accusées de trouble à l’ordre public à la suite des émeutes de la zone d'Albertbridge Road.
Le 20 janvier, environ 150 loyalistes ont mené une protestation à Derry en dehors d’un concert pour signaler Derry comme la « Ville de la culture » du Royaume-Uni en 2013.  La police a, en grande partie, contrôlé la protestation, mais environ 30 personnes sont allées sur la route pour un peu de temps et ont bloqué le trafic.  Deux personnes ont été arrêtées, tandis que le concert n’a souffert d’aucune interruption. Le lendemain, il y a eu 11 arrestations pendant les protestations sur le drapeau à travers l'Irlande du Nord. Trois personnes ont été arrêtées dans la zone Waterside de Derry pour des délits et des troubles à l’ordre public et l’obstruction d’une route nationale.  Les autres huit personnes arrêtés étaient à l'est de Belfast  soupçonnées d’avoir bloqué une route nationale.
Le 25 janvier à Newtownabbey, les loyalistes ont lancé des cocktails Molotov, des pierres et des fusées à la police à la suite d'une protestation sur le drapeau à cet endroit.  La police a saisi un lot de cocktails Molotov. Partout ailleurs en Irlande du Nord, il y a eu lieu des manifestations organisées par la commission des défilés à Castlederg, où 350 personnes et six bandes ont assisté.  A Belfast, les protestataires ont bloqué de nombreuses routes.
Le 26 janvier, plusieurs centaines de loyalistes ont mené une protestation à l’extérieur de la mairie de Belfast, et ensuite certains protestataires ont bloqué des nombreuses rues à l’est de Belfast.  Plus tard, un homme a été arrêté et accusé d’avoir agressé un policier, de trouble à l’ordre public, d’obstruction du trafic et de résistance à l’arrestation. Le premier ministre, Peter Robinson, a assisté à une réunion avec les leaders loyalistes ainsi que l’Église locale et une représentation des communautés au Skainos Centre à l’est de Belfast.  Quand il partait, il a été chahuté par une petite foule de loyalistes et ils ont martelé sa voiture avec un mât.
Le 27 janvier, plusieurs centaines de loyalistes ont organisé une protestation pacifique dans la zone Waterside de Derry, en présence de Willie Frazer du FAIR et de Henry Reilly de l’UKIP.

### Février 2013
Le 16 février, un match du championnat d'Irlande du Nord de football de Crusaders F.C. contre le Cliftonville F.C. à Seaview a été annulé à cause d’une protestation à l’extérieur du stade.
Le 27 février, l'éminent activiste loyaliste Willie Frazer et l’organisateur des protestations sur le drapeau Jamie Bryson ont été arrêtés par le PSNI dans le cadre de leur enquête sur les protestations du drapeau. Le 1er mars, l’ancien fondateur du BNP, Jim Dowson, a été aussi arrêté pour son rôle lors des protestations.  Il a été libéré sous caution,.

### Mars 2013
Le 2 mars, 150 loyalistes ont augmenté les protestations hebdomadaires à l’extérieur de la mairie de Belfast.  Cependant, contrairement aux manifestations précédentes, les protestataires se sont déplacés à la mairie en bus au lieu d'aller à pied.  Le chef de police adjoint du PSNI, Will Kerr, a dit que cela représentait un changement radical.
Le 4 mars, les protestataires loyalistes, qui étaient en colère par l’arrestation de l’activiste loyaliste Willie Frazer, ont interrompu une réunion de l’Assemblée de l’Irlande du Nord.
Le 8 mars il a eu une émeute à Newtownabbey, jusqu'à 100 protestataires sur le drapeau ont attaqué la police avec des briques et des bouteilles. Ils ont aussi brûlée une voiture et ils ont attaqué le bureau du leader de l’Alliance, David Ford. Cinq officiers de la police ont été blessés.
Le 14 mars, les loyalistes on mené une petite protestation en dehors d’un nouveau centre de loisirs dans le centre de Bangor quand Carál Ní Chuilín du Sinn Féin le visitait. Également, un homme a été accusé d’envoyer trois alertes de bombe aux détectives qui enquêtaient les délits liés aux protestations du drapeau.
Le 17 mars, pendant la Fête de la Saint-Patrick, un officier du PSNI a été blessé pendant une émeute dans le sud de Belfast.  L’émeutier arrêté avait commencé quand les loyalistes avaient essayé de mener une protestation à l’extérieur des pubs au Shaftesbury Square, mais ils ont été dirigés vers Donegall Road par la police.  Des loyalistes masqués ont incendié des poubelles dans la rue et ils ont attaqué la police avec des briques et des bouteilles. Le lendemain, dans le défilé de Saint Patrick’s Day à Omagh, le défilé a été dévié après « un grand nombre » de drapeaux de l'Union Jack qui étaient dressés tout au long du parcours planifié.  Les conseillers nationalistes irlandais  ont dit que les drapeaux attaquaient le plan pour un défilé neutre et complet.

### Avril 2013
Le 20 avril, le Conseil de la ville de Belfast a rejeté une proposition du DUP pour ondoyer l’Union Jack chaque jour sur le cénotaphe de l’enceinte de la mairie.  Les conseillers unionistes ont voté au profit de la proposition mais les conseillers nationalistes irlandais et les conseillers de l’Alliance ont voté contre.  La légion britannique royale était aussi contre la proposition, ils disaient qu’ils ne voulaient pas que le cénotaphe devienne politisé.
Le 24 avril, Willie Frazer et Jim Dowson ont lancé un nouveau parti unioniste nommé le Protestant Coalition à l’hôtel La Mon près de Belfast.

### Mai 2013
Le 1er mai, le DUP a abandonné officiellement sa campagne pour ondoyer chaque jour l’Union Jack au cénotaphe de la mairie de Belfast.  Un petit groupe de protestataires loyalistes se sont réunis à l’extérieur de la mairie mais il n’a pas eu de problèmes. Quelques jours après, Sammy Wilson, le ministre de finance de l’Irlande du Nord du DUP, a ordonné que l’Union Jack soit ondoyé sur tous les bâtiments du gouvernement soumis au département de finance.  Le changement pouvait coûter jusqu’à £10000 et il a été critiqué par le Sinn Féin, le SDLP et le Parti de l’Alliance.

### Juin 2013
Le 13 juin, les avocats d’un nationaliste résidant à l’est de Belfast ont informé à la Haute Courte, que le PSNI avait permis aux protestataires loyalistes d’organiser des défilés illégales à travers le centre de la ville de Belfast pendant 3 mois, et que tous les involucrés dans ces défilés non-notifiés devraient être arrêtés.
Le 15 juin, environ 100 loyalistes ont mené la protestation loyaliste hebdomadaire sur le drapeau à l’extérieur de la mairie de Belfast qui a coïncidé avec une grande manifestation contre le G8 qui avait lieu dans le centre de la ville Selon Billy Hutchinson du PUP, certains protestataires loyalistes ont ressenti que le rassemblement du G8 était « anti-britannique ».  Beaucoup de loyalistes ont hué et conspué pendant que les discours étaient prononcés pendant le rassemblement contre le G8,.
Le 24 juin, le conseil de la ville de Belfast a voté d’augmenter les forces armées pour le drapeau de la mairie de Belfast pendant six jours après d’une demande du Ministère de défense. Le parti de l’Alliance et les partis Unionistes comme le DUP ont voté pour la motion, tandis que les partis nationalistes comme le Sinn Féin ont voté contre elle.

### Août 2013
Le 6 août, le maire de Belfast, le conseiller du Sinn Féin, Máirtín Ó Muilleoir, a été agressé par une grande foule de loyalistes pendant la réouverture du parc Woodvale, cela a fait que l’événement soit forcé d’être interrompu.  Le maire a dû être escorté par la police depuis le parc et la foule lui ont bousculé et interrompu pendant qu’ils lancent des missiles à la police.  Il a été conduit à l’hôpital Royal Victoria pour un bilan de santé après l’incident.  Neuf officiers du PSNI ont été blessés. 

### Septembre 2013
Le 21 septembre, lors d’une des plus grandes protestations de l’Union Jack connues à Belfast depuis janvier, plus de 3000 loyalistes ont fait partie d’un défilé organisé par les Loyalistes Peaceful Protestors (Protestataires loyalistes pacifiques).  Mille loyalistes se sont initialement rassemblés à la mairie de Belfast, mais le défilé a commencé plus tard de ce qui était accordé et, par conséquent, ils ont violé la décision de la commission des défilés.  Le nombre de loyalistes dans le défilé avait augmenté de 1000 à 3000 et ils sont passés par une zone fortement loyaliste, Shankill, à l’ouest de Belfast avant de finir dans la zone de Woodvale au nord de Belfast.  Le défilé s’est déroulé sans incidents,.

### Octobre 2013
Le 12 octobre, l’éditeur de Irish News, Noel Doran, a adressé la conférence annuelle du PUP, en disant aux conférenciers que les loyalistes avaient « mal pris » les protestations du drapeau, et ce dont ils étaient contre était une décision démocratique.  Il a dit aussi que les loyalistes pourraient apprendre des organisations tels que l'association athlétique gaélique, quand elle a trouvé des solutions comme l'orgueil de la communauté et  la communication.
Le 14 octobre, le Premier Ministre Peter Robinson a rapidement fait appel aux loyalistes qui planifiaient des grandes protestations jusqu'à la période de Noël pour qu'ils réfléchissent sur les conséquences que les protestations pourraient avoir sur les entreprises et les emplois.

### Novembre 2013
Le 17 novembre, les loyalistes ont bombardé avec des cocktails Molotov un bureau du parti de l'Alliance à l'est de Belfast. Naomi Long, un membre du parlement du parti de l'Alliance de l'est de Belfast, a condamné l'attaque comme "une attaque à la démocratie".
Le 30 novembre, 1.500 loyalistes ont défilé dans le centre de la ville pour commémorer qu'il y a un an que le Conseil de la ville de Belfast avait voté sur l'Union Jack. Le défilé avait brisé une des normes de la Commission des défiles  et il a du partir du centre ville à 12h30. Le défilé était pacifique dans son ensemble, mais deux officiers du PSNI avaient été blessés et un homme avait été arrêté pendant les affrontements au Crumlin Road,.

## Réactions
Premier ministre du Royaume-Uni David Cameron a condamné les protestations, en disant que « la violence est entièrement injustifiable dans ces cirsconstances et dans d'autres ». Le membre du parlement Naomi Long a dit que l'Irlande du Nord fait face à « une situation extrêmement sérieuse et incroyablement instable »,. Elle a aussi fait appel à Cameron, début décembre, pour intervenir après que la voiture de police, qui se trouvait à l'extérieur de son bureau, fut incendié et où à l'intérieur de la voiture il y avait un policier femme que finalement avait échappé aux blessures. Le 13 janvier, elle a déclaré que le parti ne regrette pas sa décision de limiter les jours que l'Union Jack  ondoiera sur la mairie. Le 13 janvier, le premier ministre Peter Robinson a dit que le processus politique était la seule manière d'avancer sur des développements de relations cordiales. « Nous avons pris des décisions difficiles, certains diraient qui sont des décisions pour construire une société de partage en Irlande du Nord. Je pense qu'il est important de dire à une vaste communauté en Irlande du Nord et à nos amis dans le reste du Royaume-Uni, que nous n'allons pas céder sur cela. Nous sommes nombreux à penser que nous sommes convaincus de construire un genre de société où tout le monde peut avoir une existence pacifique et stable ». Lui et le député du premier ministre, Martin McGuinness, devaient rencontrer les gouvernements britannique et irlandais la semaine suivante et Robinson dira une condamnation « très claire » à la vaste communauté pour la violence de l'Irlande du Nord. Robinson avait ajouté que l'image internationale sur l'Irlande du Nord été endommagé par la violence.
Au début de janvier 2013, Willie Frazer a dit que lui et un groupe de loyalistes avaient planifié de mener une protestation à l'extérieur du bâtiment du Parlement irlandais, Leinster House, à Dublin. Le groupe avait demandé «sarcastiquement» que le drapeau irlandais soit descendu. Frazer avait dit que c'était un geste potage. C'est pour montrer aux Irlandais comment est-ce que l'on ressent. Je serai très vexé si je vivais en Irlande et que quelqu'un arrivait et me demandait de faire descendre le drapeau. C'est exactement ce que l'on ressent à Belfast. Les gens continuent à nous dire que nous faisons encore partie du Royaume-Uni, sauf qu’ici nous faisons partie sans un drapeau. En 2006, un défilé organisé par le Love Ulster à Dublin a eu des émeutiers provocateurs,. Billy Hutchinson du parti Progressif Unioniste a condamné les conflits, pendant que son camarade, Phil  Hamilton, a critiqué le PSNI de ne pas avoir déployé assez d'officiers dans la zone du Short Strand le 12 janvier pour prévenir la violence. Jimmy Birch du UDA a dit dans la « Radio de l'Ulster » de la "BBC"'s : « Chaque fois qu'ils appellent pour une chanson, on va dans les rues. On est en train de détruire nos propres zones, on lutte contre la police, on incendie nos propres voitures et on empêche à nos propres camarades d'aller travailler et on interrompt la vie des personnes. C'est incorrect, nous devons faire un pas en arrière et on doit arrêter d'être prédictible ».
Le chef du PSNI, Matt Baggot, a condamné la violence du UVF pour avoir « orchestré la violence pour leurs propos égoïstes ».  Tout le monde involucré doit faire un pas en arrière. Le manque de contrôle est assez inquiétant. La seule solution est une solution politique. [Contrairement à cela] Ils vont traiter notre habilité de confronter les drogues, notre habilité de confronter les problèmes de l'alcool, et de confronter ce qu'il s'agit d'une grande menace."
Le Secrétaire d'État des États-Unis Hillary Rodham Clinton a demandé la fin des protestations lors d'une visite à Belfast le 7 décembre. 
En septembre 2013, les représentants des entreprises de Belfast ont indiqué que les protestations sur le drapeau a eu, comme conséquences, des pertes d'un total de 50 000 £ depuis le début de l'année jusqu'à juillet 2013.